# Fiera di Milano

La fiera negli anni venti.

La Fiera di Milano è il sistema fieristico della città e dell'area metropolitana di Milano.

## Storia

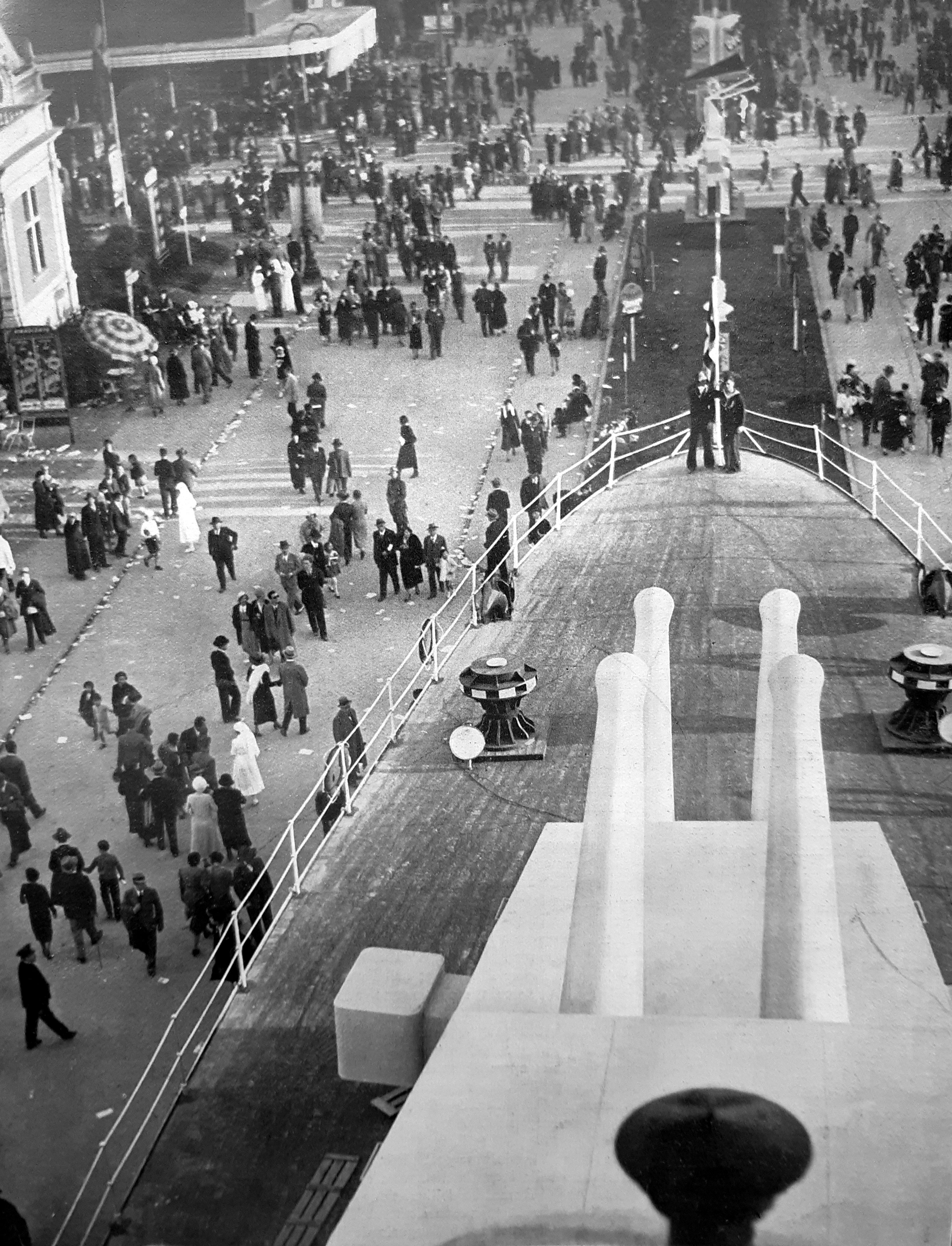
Ingresso della XV edizione della Fiera di Milano, aprile 1934

Veduta aerea della XXXI edizione del 1953, poco prima dell'inaugurazione

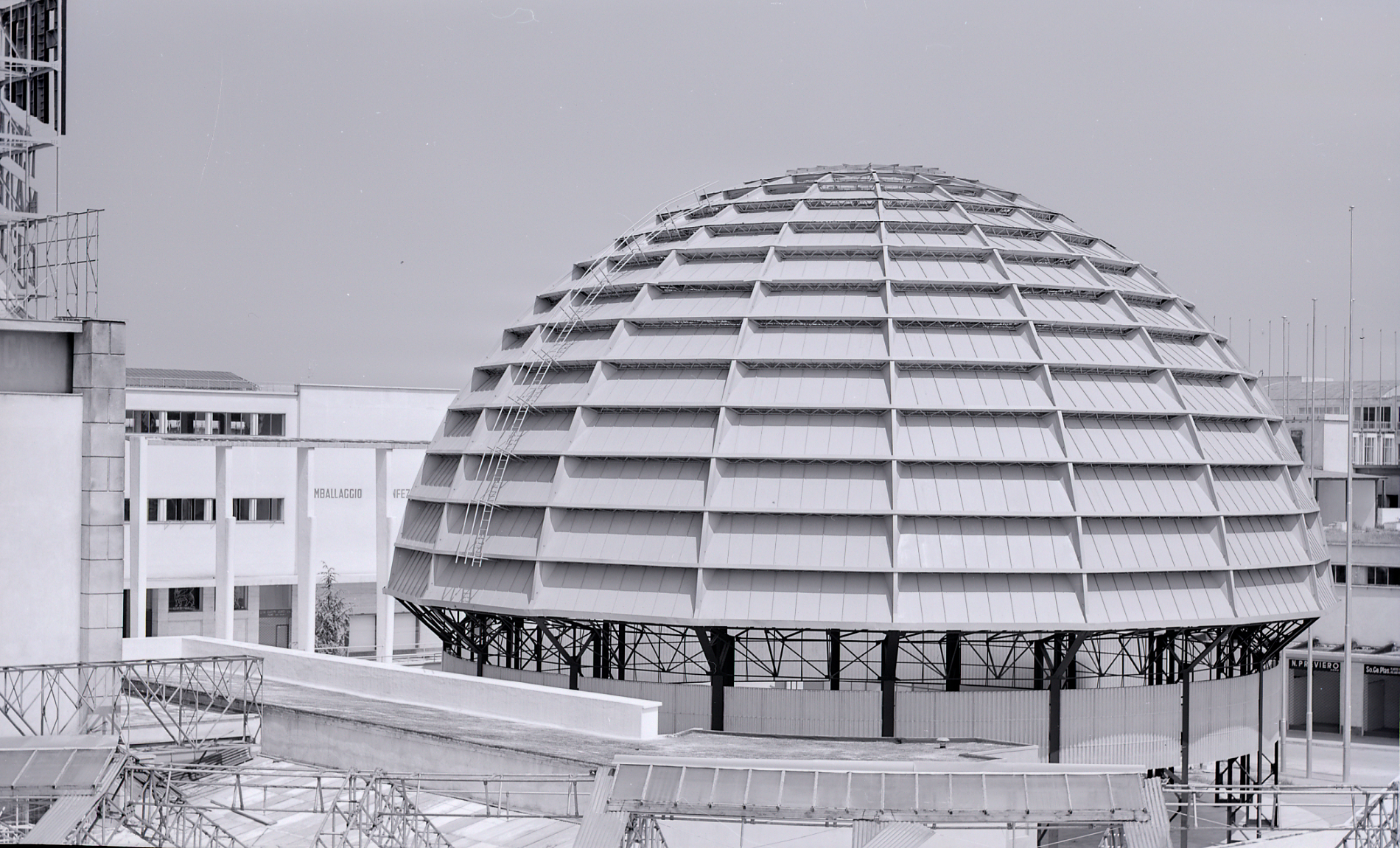
Il padiglione ENI fotografato da Paolo Monti nel 1959

Veduta della Fiera campionaria negli anni sessanta. Al centro il palazzo del Centro internazionale degli scambi

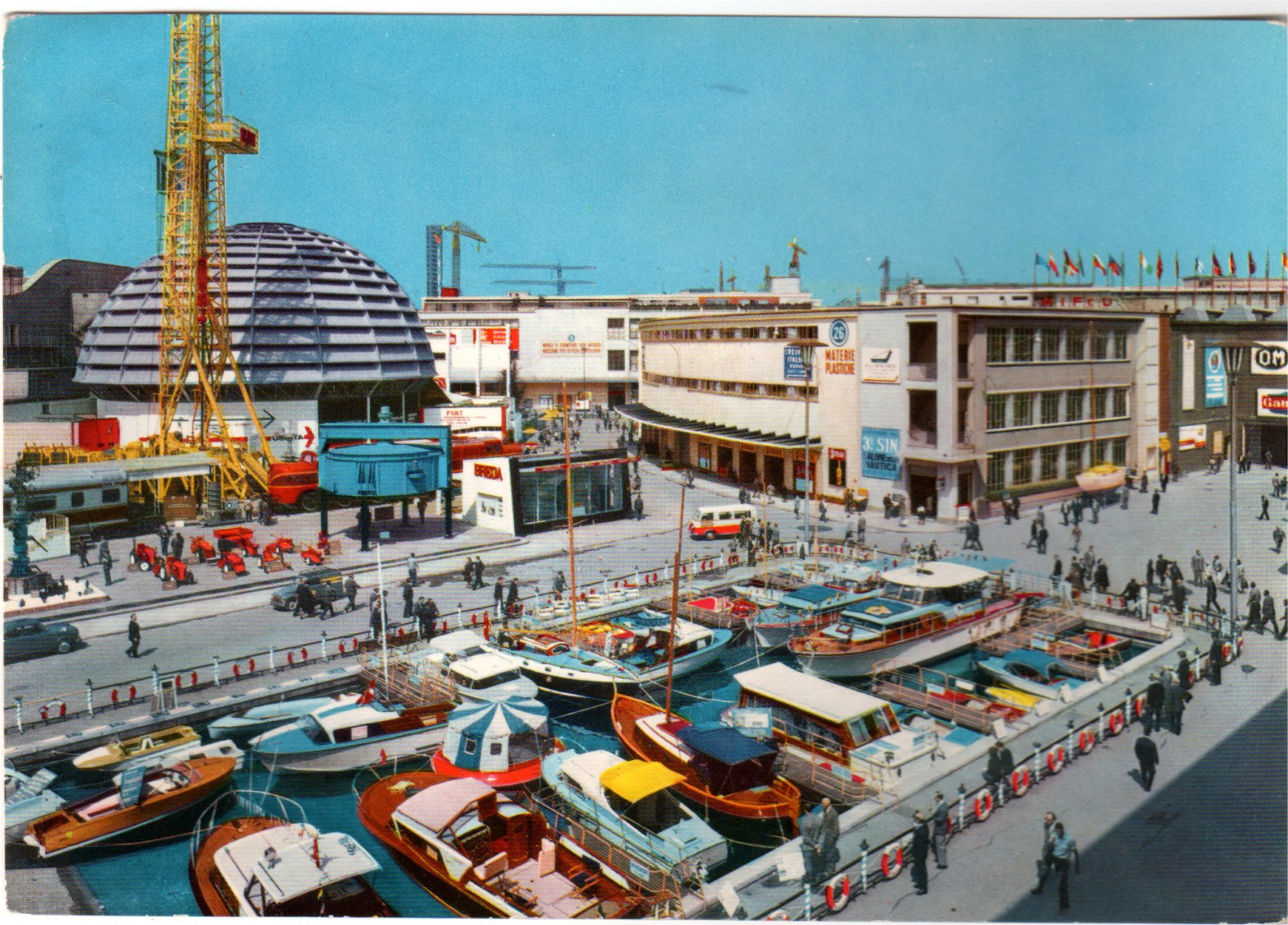
Darsena per motoscafi alla Fiera Campionaria del 1964

Nel 1881 si svolse a Milano la grande Esposizione Nazionale ai Giardini pubblici di Porta Venezia, la cui realizzazione fu affidata alla Carpenteria A. Brambilla di Milano. Sempre ai Bastioni, nel 1920, si tenne la prima fiera campionaria, organizzata da un ente apposito, il regio Ente Autonomo Fiera Internazionale di Milano. Tre anni più tardi l'Ente spostò in via definitiva l'esposizione nella "Nuova Piazza d'Armi", zona che da allora e per decenni verrà conosciuta come Fiera Campionaria di Milano, vicino all'area in cui nel 1964 verrà costruita la stazione della metropolitana di piazza Amendola.
Tale area della città già aveva accolto un evento similare, nel 1906, in occasione dell'apertura del Traforo del Sempione, quando Milano ospitò l'Esposizione Universale. Questa venne distribuita dalle autorità su due zone, la "Vecchia Piazza d'Armi", oggi Parco Sempione, piantumata proprio in quest'occasione, e la "Nuova Piazza d'Armi". Le due zone, distanti un paio di chilometri e divise da uno scalo merci ferroviario, erano collegate da un trenino elettrico. Attualmente lo scalo merci e il trenino d'unione non esistono più.
Nei padiglioni della Nuova Piazza d'Armi trovarono posto tematiche più tecniche e commerciali, mentre nella Vecchia Piazza d'Armi si puntò più sull'arte e la scienza. In quest'ultima area, dodici anni prima, nel 1894, si erano tenute le "Esposizioni Riunite".
Ancora oggi al Parco Sempione ha sede l'Acquario civico di Milano, una delle poche strutture che componevano questa sezione dell'Esposizione ad essere stata preservata, anche perché costruita in pietra, mentre numerosi padiglioni vennero costruiti in legno, come la sezione Architettura e Belle Arti, che venne distrutta da un incendio (assieme ai cimeli della Fabbrica del Duomo).

### La Fiera Campionaria
Nel 1920 ebbe luogo ai bastioni di Porta Venezia  la prima edizione di quella fiera che divenne nota come "Fiera Campionaria", e che dal 1923 fu trasferita tra piazza Giulio Cesare e largo Domodossola, l'area che costituiva la Nuova Piazza d'Armi cittadina, che divenne il nuovo quartiere fieristico di Milano, fino al 1990, anno dell'ultima fiera campionaria
Nel 1928, all'inaugurazione della IX edizione della Campionaria, ebbe luogo un grave attentato dinamitardo: una bomba, posta in un lampione in piazza Giulio Cesare, uccise venti persone che erano in attesa del passaggio del re Vittorio Emanuele III che doveva transitare per inaugurare la Fiera.
L'edizione del 1968, apertasi il 14 aprile, giorno di Pasqua, e durata dieci giorni ebbe 13 687 espositori distribuiti su un'area di 471 000 metri quadrati, provenienti da 67 nazioni, tra cui per la prima volta paesi d'oltre cortina e africani e venne visitata da più di 4 milioni di persone, tra le autorità politiche italiane ci fu la visita di Giulio Andreotti come ministro dell'industria e del commercio e di Aldo Moro, primo ministro in carica.
Nel 1985 il parco espositivo cambiò nome in Gran Fiera d'aprile.
Nel 1997 vennero aperti altri padiglioni in zona nord-ovest al Portello, riutilizzando gli edifici del vecchio stabilimento dell'Alfa Romeo. Sono questi ultimi nati che, in vista di un ulteriore allargamento della Fiera nel comune di Rho, sono diventati l'unica zona attiva del vecchio quartiere, attualmente (dal 2007) in fase di rinnovamento in base al progetto CityLife.
Attualmente la Fiera di Milano è costituita dai due poli espositivi di Fieramilano (situato in un'area al confine tra i comuni di Rho e di Pero) e di Fieramilanocity (situato nel quartiere Portello del comune di Milano).
Estendendosi per 753 000 metri quadrati di superficie complessiva è il polo fieristico più grande d'Europa.

Immagini storiche della Fiera di Milano realizzate dal fotografo Paolo Monti
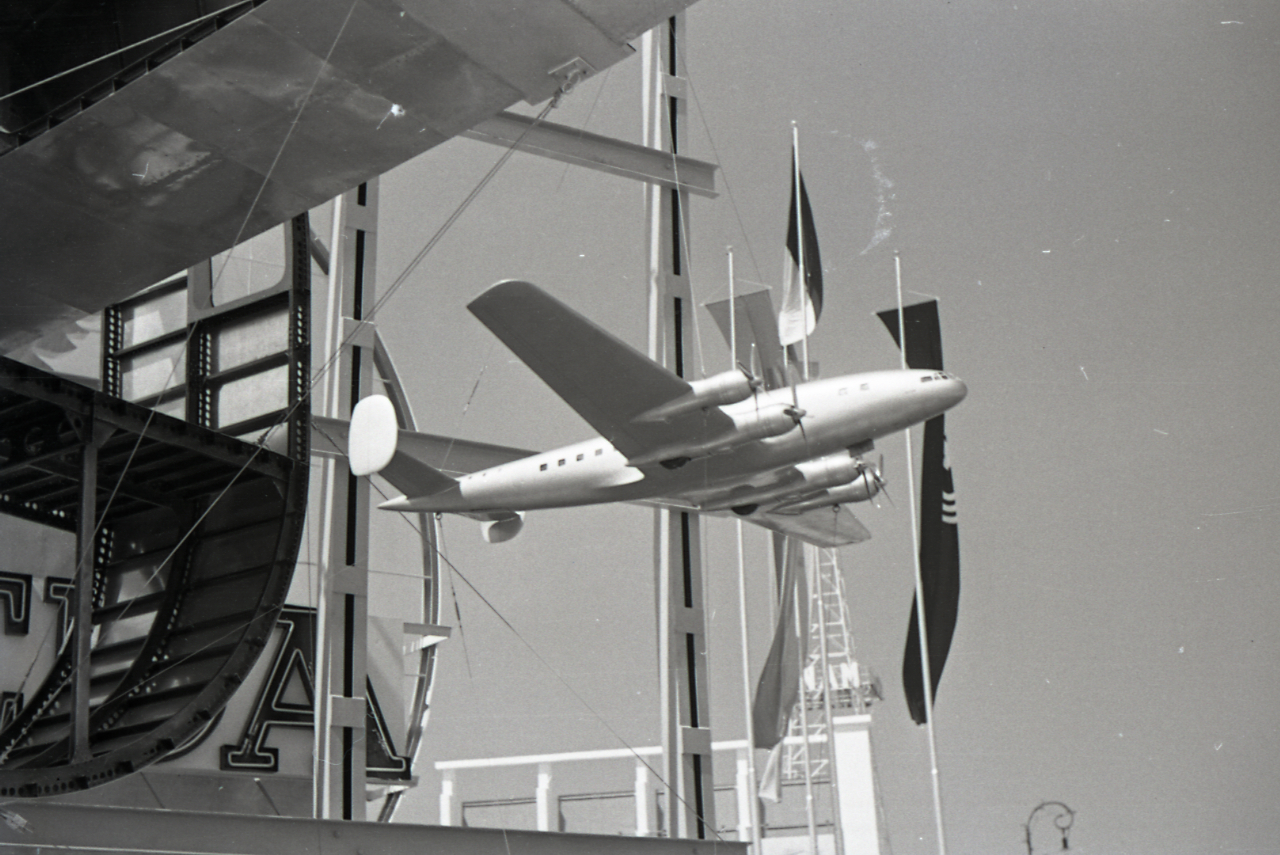
La Fiera di Milano del 1949
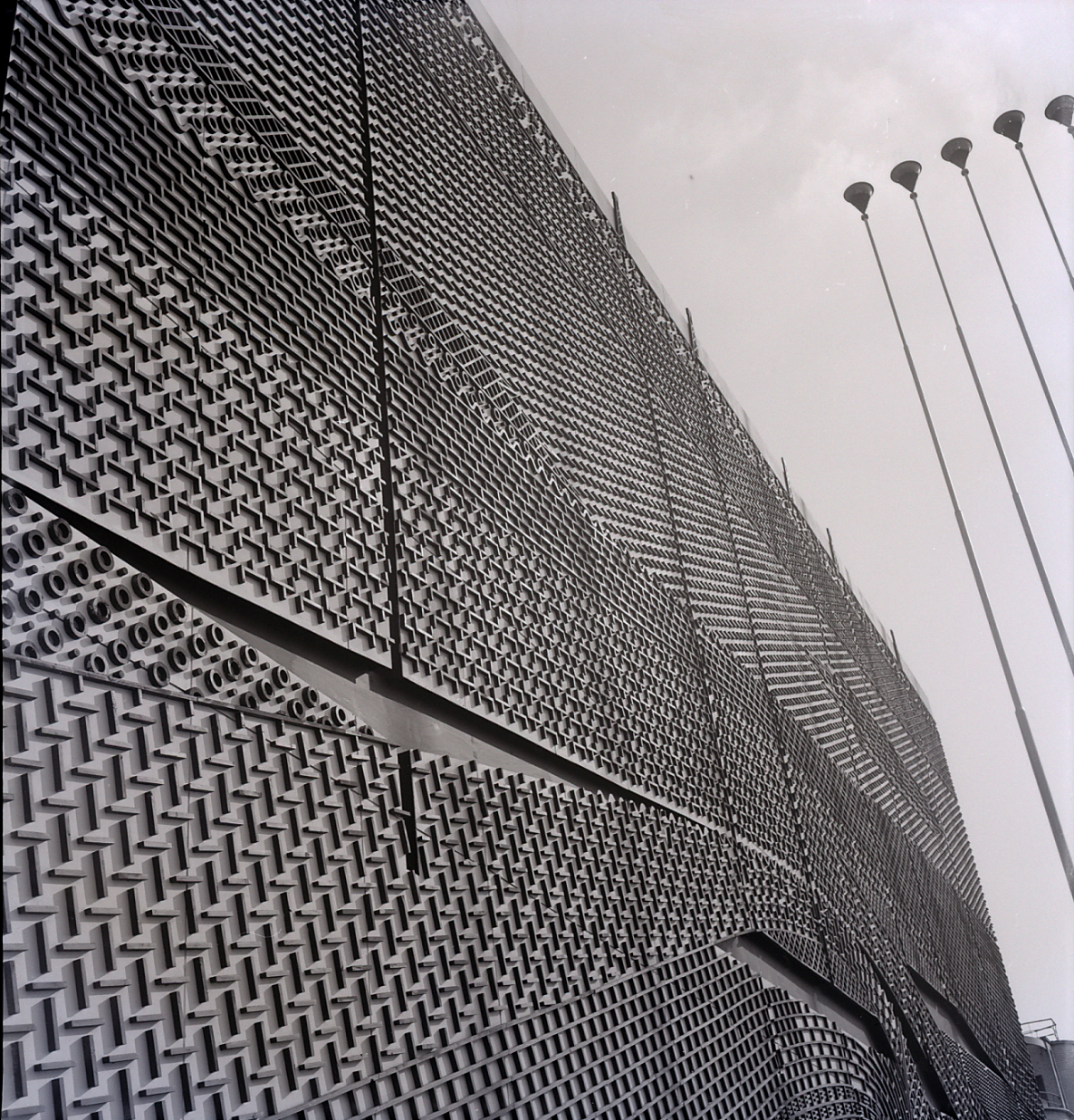
Padiglione ENI, 1959
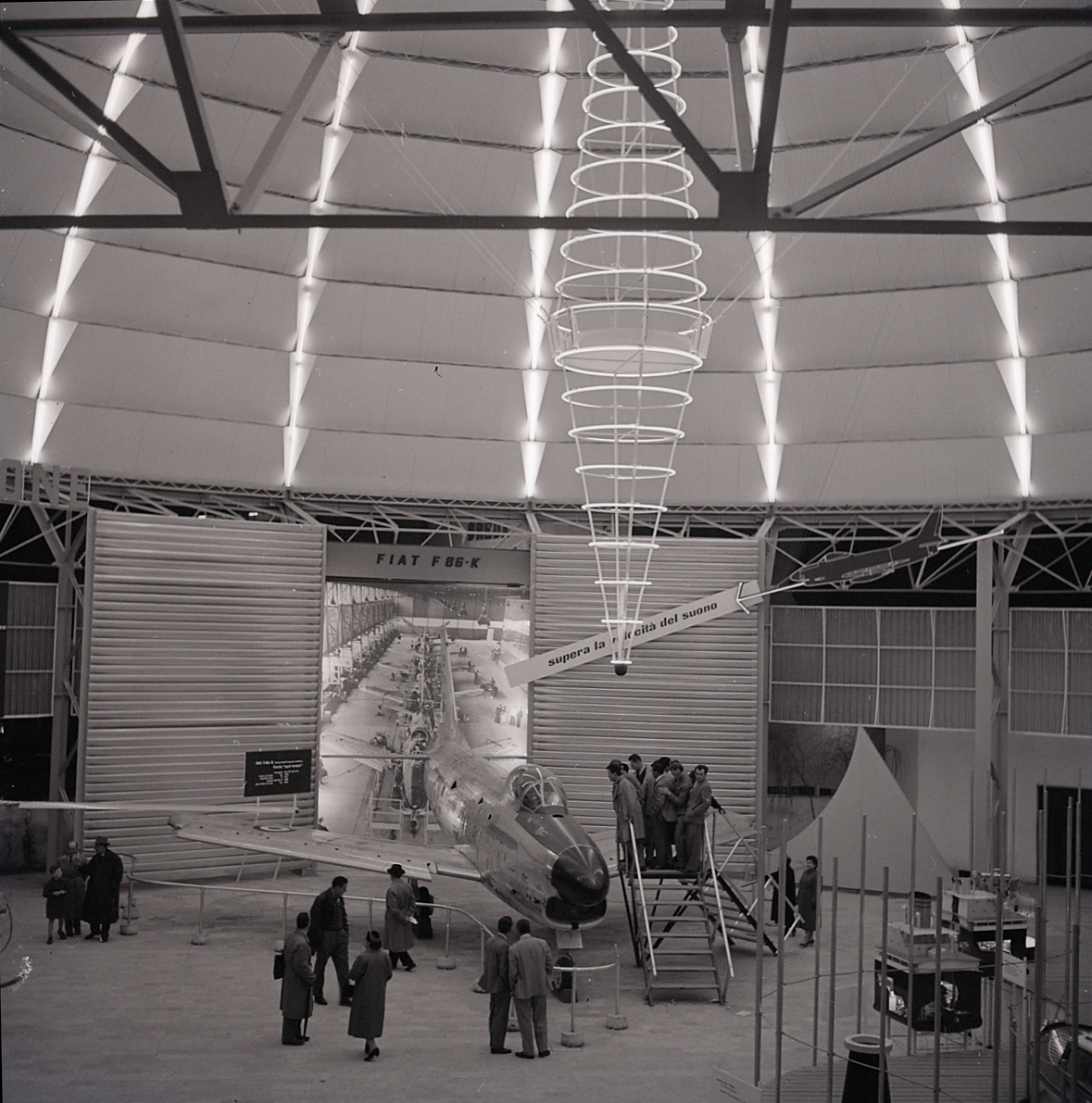
Padiglione ENI, 1959
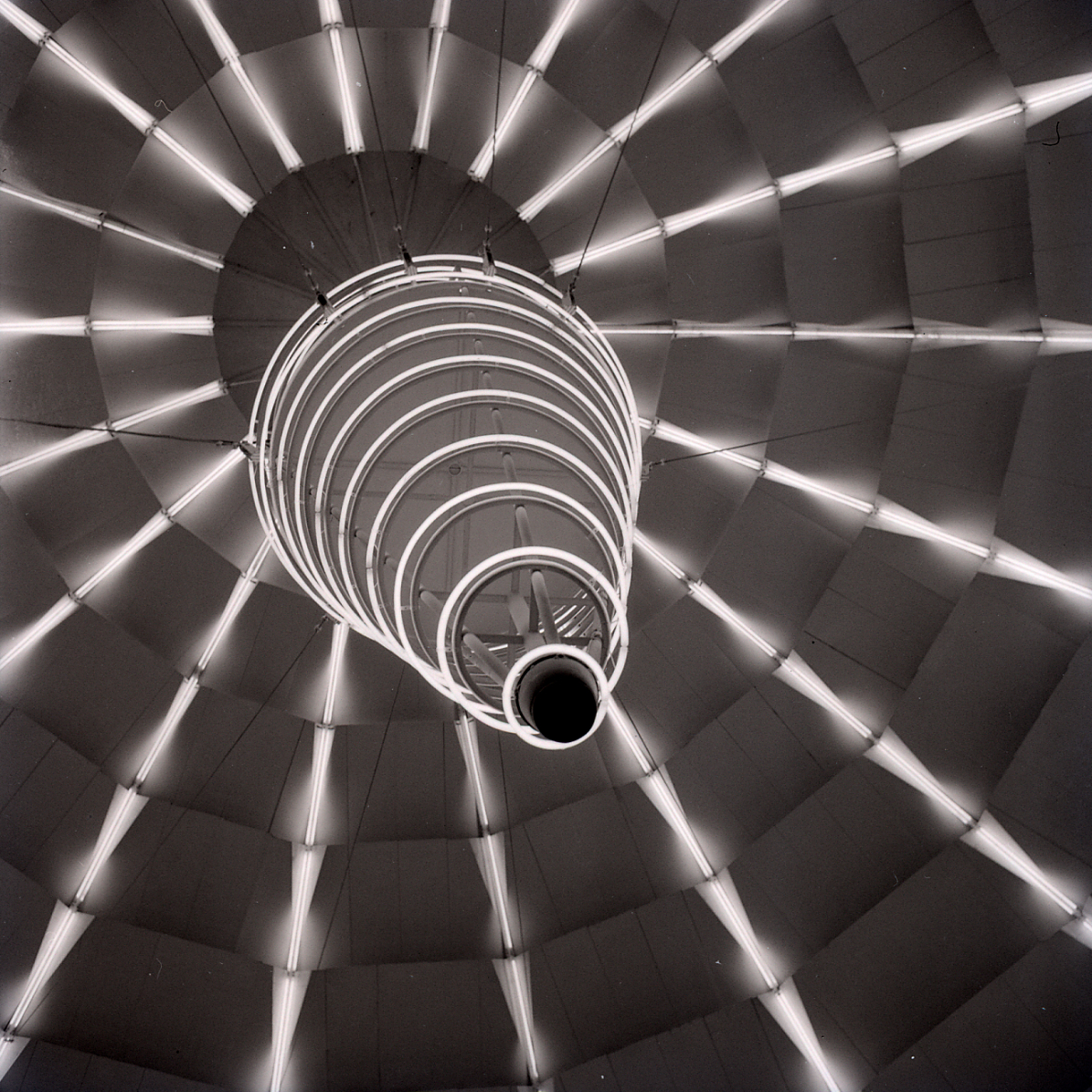
Padiglione ENI, 1959
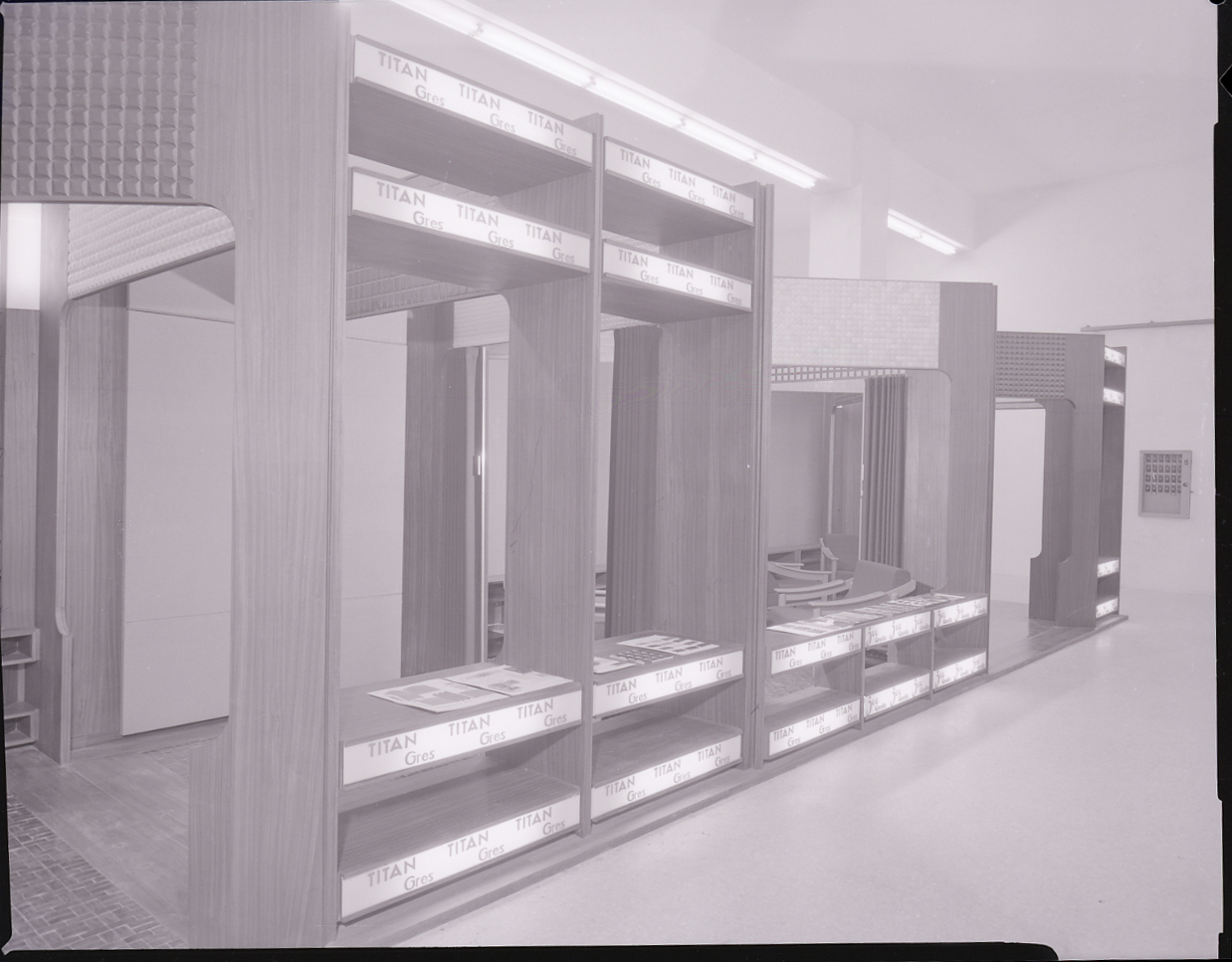
Stand della Titan Gres, 1963
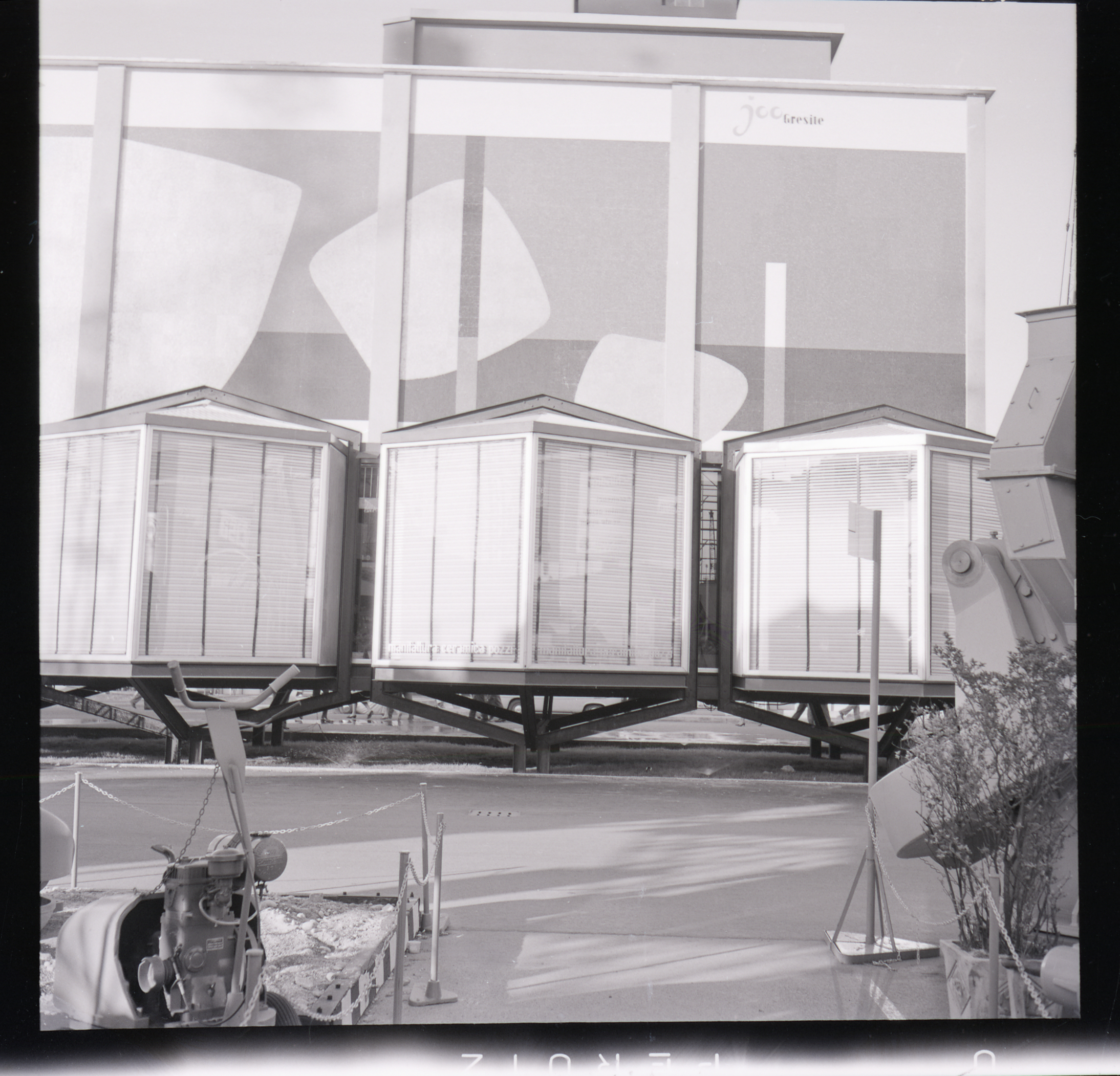
1964

## Poli fieristici

### Polo Fieramilanocity
Della vecchia Fiera Campionaria, l'unico polo rimasto in funzione è quello di Fieramilanocity, situato in zona Portello, nell'area nord-occidentale del comune di Milano, costruito negli anni novanta. Il polo è servito dalla fermata Lotto della linea 1 e dalla fermata Portello della linea 5 della metropolitana di Milano e dalla fermata delle linee suburbane Milano Domodossola (linee S3 ed S4).
L'area espositiva storica, ormai inglobata nel tessuto urbano cittadino, divenuta economicamente molto interessante per costruzioni immobiliari civili, venne abbandonata dal suo originale utilizzo come spazio fieristico espositivo, gli edifici esistenti abbattuti tra il 2007 e il 2008, il 25 maggio 2008 è stato fatto brillare il padiglione 20. L'area venne demolita per lasciare il posto al progetto CityLife, che prevede la creazione di tre grattacieli e di un parco pubblico.

#### L'ospedale COVID-19
Nel marzo 2020, in occasione della pandemia di COVID-19, Fondazione Fiera Milano, per volere della Regione Lombardia, in collaborazione con Fondazione IRCCS Ca' Granda Ospedale Maggiore Policlinico, ha messo a disposizione i padiglioni 1 e 2 del Portello a Fieramilanocity per affrontare l'emergenza della relativa carenza di posti letto nei reparti di rianimazione negli ospedali della Lombardia, per un totale di 25 000 metri quadrati di superficie. Nei padiglioni sono stati allestiti quattro moduli ospedalieri appositamente attrezzati per i malati acuti, e tutti i servizi necessari per il personale medico-ospedaliero, per un totale di 205 posti letto, gestiti dal Policlinico di Milano.
Si tratta di un ospedale a tutti gli effetti, in grado di essere operativo a 360 gradi. Non solo una degenza per i ricoverati da coronavirus, ma una struttura in grado di curare ogni altra patologia correlata.

### Polo Fieramilano Rho/Pero/Cerchiate
Il polo Fieramilano è situato in un'area al confine tra i comuni di Rho, Pero e Milano (ma la sua vera ubicazione è a Cerchiate, frazione di Pero), a ridosso dell'autostrada A4, vicina alla Tangenziale Ovest e alla ferrovia Torino-Milano. È collegata al centro cittadino con la linea 1 della metropolitana, fermata Rho Fieramilano. È attiva anche la stazione ferroviaria di Rho Fiera, che è fermata delle linee ferroviarie suburbane (S5, S6 ed S11) e di alcune linee dell'Alta Velocità.
Inaugurato nel 2005, il complesso progettato dall'architetto Massimiliano Fuksas prevede otto padiglioni che mettono a disposizione un totale di 345 000 metri quadrati lordi espositivi coperti e sessantamila all'aperto. All'esterno si trova un parcheggio da 14 000 posti auto.
Nelle vicinanze ed all'interno del complesso è stato predisposto anche l'Expo 2015.